# EFA (активная защита)
EFA (Explosively Formed Axe) — система активной танковой защиты.
Разработана в Чехии, работы по данному проекту ведутся с 2006 года промышленной группой, возглавляемой фирмой Explosia Pardubice Company и филиалом VTUO (Брно) государственного ремонтного военного предприятия. Первые испытания прошли в конце 2009 года.
Предназначена для защиты танков от противотанковых ракет. Система отслеживает при помощи радаров потенциальные угрозы и уничтожает выпущенные по машине противотанковые ракеты.
В состав каждого модуля входит миниатюрная РЛС, которая обнаруживают направленные на танк ПТУР, реактивные гранаты и механизм уничтожения, работа которого базируется на направленном взрыве небольшого заряда.
Система защиты EFA разработана в двух вариантах: легкий (EFA-L) и усиленный. В модуле EFA-L отсутствуют металлические части, при его взрыве не формируются опасные для жизни осколки. Усиленный вариант по заявлению разработчиков способен уничтожать и атакующие боеприпасы с цельным металлическим корпусом (БОПС) — ударная волна взрыва воздействует на летящий наконечник и разбивает его на большее число фрагментов.